# Eugenia hammelii
Eugenia hammelii är en myrtenväxtart som beskrevs av Barrie. Eugenia hammelii ingår i släktet Eugenia och familjen myrtenväxter.
Artens utbredningsområde är Costa Rica. Inga underarter finns listade i Catalogue of Life.